# Ojo de Agua de Señora
Ojo de Agua de Señora är en ort i Mexiko.   Den ligger i kommunen Panindícuaro och delstaten Michoacán de Ocampo, i den centrala delen av landet, 290 km väster om huvudstaden Mexico City. Ojo de Agua de Señora ligger 1 879 meter över havet och antalet invånare är 177.
Terrängen runt Ojo de Agua de Señora är huvudsakligen kuperad, men den allra närmaste omgivningen är platt. Runt Ojo de Agua de Señora är det ganska glesbefolkat, med 43 invånare per kvadratkilometer. Närmaste större samhälle är Panindícuaro de la Reforma, 7,1 km sydost om Ojo de Agua de Señora. I omgivningarna runt Ojo de Agua de Señora växer huvudsakligen savannskog.